# Maelcamp
Maelcamp was een familie van Zuid-Nederlandse adel.

## Geschiedenis
De familie Maelcamp vond zijn oorsprong, volgens auteur Guy Schrans, in Malcampo in Spanje en leden ervan waren al in de 16de eeuw in Doornik en Gent gevestigd. Ze bouwden een vermogen op door handel te drijven met Spanje en de Spaanse koloniën, alsook met landen in het Verre Oosten.
Koning Filips V van Spanje verleende in 1702 (bevestigd in 1720) adelbrieven aan Jean-Baptiste Maelcamp (1635-1707). Hij was een voormalig koopman in Sevilla, nadien in Gent, stad waar hij schepen van werd. Hij trouwde met Agnès Donckers (1646-1692)
In 1720 verleende keizer Karel VI adelsverheffing aan Etienne Maelcamp (1667-1732), postuum bevestigd in 1736 ten gunste van de kinderen die hij had bij zijn echtgenote Marie-Anne Mahieu y Principe (1678-1753). 
In 1776 verleende keizerin Maria Theresia de titel baron aan Jean-Baptiste Joseph Séraphin Maelcamp (1730-1797), luitenant-kolonel bij het infanterieregiment de Ligne. 
In 1776 verleende ze de titel graaf, overdraagbaar bij eerstgeboorte, aan Charles-Robert de Maelcamp de Schoonberghe (1742-1807), heer van Oordegem, Schoonberghe, Raveschoot, Fontigny, Emsrode, Abeelen, Ter Loven, Litsauw en Walle. Hij trouwde met burggravin Françoise de Nieulant (1749-1772). In 1785 verleende keizer Jozef II de titel markies, overdraagbaar bij eerstgeboorte, aan dezelfde Charles de Maelcamp, heer van Schoonberghe. In 1782 werd hij lid van de Gentse vrijmetselaarsloge La Bienfaisante, terwijl zijn echtgenote lid werd van een 'adoptieloge' in Edingen, voorgezeten door de hertogin Louise-Pauline de Brancas, echtgenote van Louis-Englebert d'Arenberg. De verleende adellijke titels verhinderden niet dat Maelcamp tijdens de Brabantse Omwenteling tot de statisten behoorde. In 1794, bij de definitieve Franse inval, vluchtte hij met zijn gezin naar Delft. Zijn jonge zoon overleed er. Maelcamp keerde weldra naar Gent terug, om niet als 'émigré' te worden opgeschreven en kwam terug in het bezit van zijn vermogen. Hij werd door de inlichtingsdiensten genoteerd als een vijand van de republiek, maar die zich uit schrik koest hield. In 1805 werd hij burgemeester van Oosterzele, een gemeente waar hij een kasteel bezat.

## Genealogie
De vroegst bekende Maelcamp was Mathieu Maelcamp (1590-1657). Uit zijn huwelijk met Catherine Taets volgden:
- François Maelcamp (1628-1676), die trouwde met Jeanne de la Derrière.
  - Etienne Maelcamp (1667-1728), hierboven vermeld.
    - Etienne Maelcamp (†1774), die trouwde met Maria-Theresia van de Woestyne (1710-1768).
      - Etienne Maelcamp (1746-1797), die trouwde met Marie-Barbe Pycke.
        - Emmanuel Maelcamp (1774-1840), die trouwde met Thérèse Morel (1776-1849).
          - Etienne Maelcamp (1797-1852), die trouwde met Françoise Maroucx (1792-1857).
            - Etienne Jules Maelcamp: zie hierna.

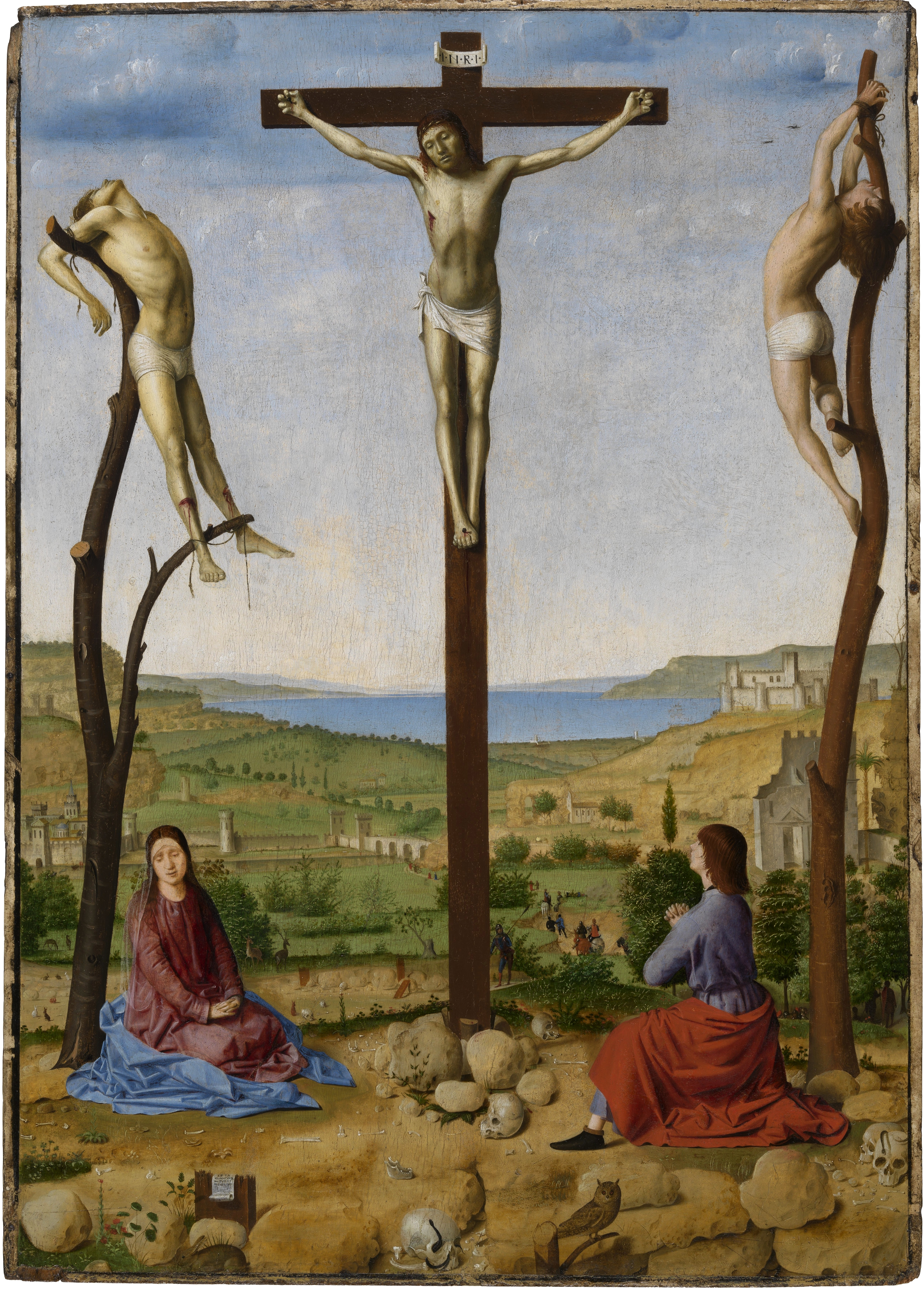
Kruisiging door Antonello da Messina, die tot in 1817 behoorde tot de collectie van Mathieu Maelcamp-de Nieulant

Mathieu Maelcamp trad in tweede huwelijk met Elisabeth de Wilde (†1674). Uit dit huwelijk sproten voort:
- Jean-Baptiste Maelcamp (1635-1707), hierboven vermeld.
  - Jean-Baptiste, die zich als handelaar in Spanje vestigde.
  - Charles-Antoine Maelcamp (1677-1764), die trouwde met Anna Valcke.
    - Charles Philippe Maelcamp (1710-1766), die trouwde met Isabelle de Wyckhuuse.
      - Charles-Robert de Maelcamp de Schoonberghe (1742-1807): zie hierboven.
        - Jean-Baptiste Désiré de Maelcamp (1772-1795).

  - Jacques-Fortuné Maelcamp (1683-1741), die trouwde met Catharina del Campo (in Spanje) en met Sabine de Bois (1692-1765) in Gent. Hij was heer van Tomme, Terhaeghen, Caleestert, enz. Hij was aandeelhouder van de Levantijnse Compagnie, van de Zuidzee Compagnie, van de Aziatische Compagnie (Kopenhagen) en van de Compagnie van Göteborg.
    - Charles Maelcamp (1719-1784), die trouwde met Margaretha van der Stichelen (° 1754). 
      - Jean-Baptiste Maelcamp (1782-1831), die trouwde met Charlotte Jacquier de Virelles (1788-1833).
        - Alfred Maelcamp: zie hierna.

    - Mathieu Maelcamp (°1724), heer van Balsberghe, die trouwde met Jeanne de Nieulant de Pottelsberghe (1751-1831).
      - Charles Maelcamp: zie hierna

    - Jean-Baptiste Séraphin de Maelcamp de Vlienderbeke (1730-1797) werd in 1754 officier in het regiment Los Rios, in 1755 werd hij kapitein in het regiment van prins Willem van Saksen-Gotha. In 1768 werd hij majoor in het regiment van de prins de Ligne, in 1777 werd hij kolonel en in 1786 werd hij als generaal-majoor op rust gesteld. In 1762 was hij getrouwd in Silezië met barones Jeanne d'Ilov-Ilaschy. Ze kregen vier kinderen. Hij werd in 1777 lid van de Luxemburgse vrijmetselaarsloge La Parfaite Union.
      - Ghislain Adolphe de Maelcamp (1769-1799) werd majoor in het regiment Latour in Oostenrijkse dienst. Hij sneuvelde, aan het hoofd van de Oostenrijkse keizerlijke wacht.

## EtienneJulesEdouard Maelcamp d'Opstaele
- Etienne Jules Maelcamp (Gent, 28 mei 1818 - 19 mei 1870) was een zoon van het echtpaar Maelcamp-Maroucx, dat net als de grootvader Emmanuel Maelcamp naliet heropname in de adel aan te vragen. Pas in 1866 verkreeg Jules adelserkenning, met een baronstitel, overdraagbaar bij eerstgeboorte. Hij trouwde in 1860 met Clémentine van Alstein (1834-1898).
  - Etienne Léon Maelcamp (1861-1914), die trouwde met Marie Wells (1868-1947).
    - Léon Maelcamp (1896-1917) was sergeant-piloot en sneuvelde tijdens de Eerste Wereldoorlog.
    - Marcel Maelcamp (1903-1979), die trouwde met Fernande Potier (1902-1994). Ze hebben afstammelingen.

## Alfred Victor Marie Ghislain Maelcamp
- Alfred Maelcamp (Brussel, 6 september 1812 - Gent, 29 april 1881) was een zoon van het echtpaar Maelcamp-Jacquier. Hij trouwde in 1841 met Virginie d'Hane-Steenhuyse (1816-1880), dochter van graaf Charles d'Hane-Steenhuyse en Christine Dons de Lovendeghem. Ze hadden twee dochters en de familietak doofde uit. In 1860 werd hij erkend in de erfelijke adel met de titel baron, overdraagbaar bij eerstgeboorte.

## Charles Hubert Bernard Maelcamp
Charles Maelcamp (Gent, 2 januari 1781 - 30 april 1822). Zoon van het echtpaar Maelcamp-de Nieulant, werd hij in 1816 erkend in de erfelijke adel en benoemd in de Ridderschap van Oost-Vlaanderen. Hij bleef vrijgezel. 